# Cocotropus possi
Cocotropus possi is een straalvinnige vissensoort uit de familie van fluweelvissen (Aploactinidae). De wetenschappelijke naam van de soort is voor het eerst geldig gepubliceerd in 2008 door Imamura & Shinohara.